# 強勁回報
強勁回報，是日本純種競賽馬匹。生涯活躍於一哩賽事，曾勝出2012年安田紀念。

## 出賽前
2006年5月26日出生於北海道千歲市社台牧場，所有權歸於牧場負責人吉田照哉旗下。
其後交由美浦訓練中心練馬師堀宣行訓練。

## 競賽生涯

### 2歲
2008年10月19日出戰東京競馬場2歲新馬戰，於其中獲得第二。
其後出戰2歲未勝利戰，成功於其中以優秀的末腳速度獲得首勝。

### 3歲
2009年其以條件戰黃梅賞作爲年度首戰，然而於其中僅獲得第六。
其後主要出戰條件戰，間中會越級挑戰公開賽及分級賽，但僅於4月18日之3歲500萬獎金以下條件戰取勝。

### 4歲
2010年其以條件戰電視山梨盃作爲首戰，於其中採取居中戰術下保持在中團靠後位置追走，進入直路後成功跑出全場最快末腳下超越前方對手，最終獲得勝利。
其後繼續出戰條件戰東京王冠高級賽，再度爆發末腳速度下以同樣的方式奪得連勝。
6月13日出戰葉森盃希望可於分級賽中有所突破，雖然於直路上奮力追趕並跑出全場最快末腳，可惜礙於比賽初段留得太後以未能扭轉局勢，最終僅以第六完賽，並於賽後進入長期休養。

### 5歲
2011年2月13日於條件戰雲雀錦標復出，跑出不俗的表現下取得第二，其後更於難波錦標取得冠軍。
5月14日出戰京王盃春季盃，改由石橋脩策騎。比賽開始後，其保持於約莫第九的位置展開推進，並於比賽途中稍爲爬升至到第七的位置。進入直路後，其隨即發揮優秀的反應由自身位置衝出，轟出恐怖的後600米33.1末腳下瞬間超越前方所有對手，及後繼續保持衝刺狀態以阻止一直領放的國際高球有任何反超的機會，最終成功以鼻位優勢險勝並取得首個分級賽冠軍。
其後乘勢出戰安田紀念，比賽初段其再度採用居中戰術於約莫第十二的位置推進，並於比賽途中保持穩定節奏。進入直路後，其再度開啟自身優秀的加速力，不斷猛追之下成功進佔先頭位置，可惜仍然未能超越廄侶實際影響，最終以頸位差距落敗得第二。
入秋後其出戰富士錦標，於保持穩定的水準下奪得第四的入板戰績。

### 6歲
2012年，6歲的強勁回報出戰京王盃春季盃作爲年度首戰並劍指連霸，然而於其中敗於瑞士名錶、Leo Prime及動人勝駒取得第四。
6月3日出戰安田紀念，僅次於前哨戰勝者瑞士名錶取得第二人氣。比賽開始後，前方由一貫的典型領放馬國際高球帶出，瑞士名錶處於中團位置，而強勁回報則於中團靠後的位置追走。進入直路後，其隨即進佔優秀位置展開加速，同時和一同衝出的大賽波士展開爭奪，兩駒不斷纏鬥之下亦逐步拋離後方對手，最終於強勁回報率先透出下成功以頸位優勢及破紀錄的1分31.3秒時間壓贏對手取得首個一級賽冠軍。
然而進入秋季後，其未能保持優勢的表現，出戰每日王冠及一哩冠軍賽分別取得第七及第八。

### 7歲
2013年其仍然退役，本年度本來繼續選擇以京王盃春季盃作爲首戰，然而於4月訓練途中被發現左前腳第一趾節籽骨骨折，因而需要進入長期休養。
9月時，陣營見其狀態未有明顯恢復下決定安排其退役，並於9月4日取消日本中央競馬會的賽駒註冊。

### 詳細賽績
| 日期       | 舉辦國家 | 馬場 | 距離   | 級別 | 賽事名稱         | 負重 | 騎師     | 馬號 | 出馬 | 名次 | 時間   | 頭馬（二馬）        |
| ---------- | -------- | ---- | ------ | ---- | ---------------- | ---- | -------- | ---- | ---- | ---- | ------ | ------------------- |
| 19/10/2008 | 日本     | 東京 | 草1600 |      | 2歲新馬          | 55   | 柴山雄一 | 9    | 16   | 2    | 1:35.4 | 聖卡羅              |
| 15/11/2008 | 日本     | 東京 | 草1600 |      | 2歲未勝利        | 55   | 内田博幸 | 10   | 11   | 1    | 1:35.4 | （Tosen Opus）      |
| 14/2/2009  | 日本     | 東京 | 草1600 |      | 3歲500萬獎金以下 | 56   | 内田博幸 | 8    | 16   | 3    | 1:34.6 | 赤劍                |
| 7/3/2009   | 日本     | 中山 | 草1600 |      | 黄梅賞           | 56   | 内田博幸 | 13   | 16   | 2    | 1:36.0 | Satono Romanee      |
| 28/3/2009  | 日本     | 阪神 | 草1800 | GIII | 每日盃           | 56   | 川田將雅 | 8    | 14   | 6    | 1:48.3 | Iron Look           |
| 18/4/2009  | 日本     | 中山 | 草1600 |      | 3歲500萬獎金以下 | 56   | 内田博幸 | 9    | 14   | 1    | 1:34.8 | （Monte Alberto）   |
| 16/5/2009  | 日本     | 京都 | 草1400 | OP   | 葵錦標           | 56   | 安藤勝己 | 12   | 18   | 4    | 1:20.5 | 榮進之虎            |
| 5/7/2009   | 日本     | 福島 | 草1800 | GIII | 日經電台賞       | 55   | 内田博幸 | 3    | 16   | 3    | 1:48.5 | 揭路荼              |
| 29/11/2009 | 日本     | 東京 | 草1600 |      | 喝彩賞           | 56   | 杜滿萊   | 3    | 15   | 6    | 1:34.4 | Jako Suki           |
| 13/2/2010  | 日本     | 東京 | 草1600 |      | 電視山梨盃       | 57   | 柴田善臣 | 10   | 16   | 1    | 1:35.2 | （So Magic）        |
| 23/5/2010  | 日本     | 東京 | 草1400 |      | 東京皇冠高級賽   | 56   | 内田博幸 | 12   | 17   | 1    | 1:23.7 | （Southern Sturdy） |
| 13/5/2010  | 日本     | 東京 | 草1800 | GIII | 葉森盃           | 56   | 内田博幸 | 14   | 18   | 6    | 1:46.3 | 奇幻星雲            |
| 13/2/2011  | 日本     | 東京 | 草1400 |      | 雲雀錦標         | 57.5 | 貝利     | 9    | 16   | 2    | 1:22.5 | Nashwan Hero        |
| 3/4/2011   | 日本     | 阪神 | 草1800 |      | 難波錦標         | 58   | 内田博幸 | 17   | 18   | 1    | 1:45.4 | （Brave Fight）     |
| 14/5/2011  | 日本     | 東京 | 草1400 | GII  | 京王盃春季盃     | 57   | 石橋脩   | 5    | 17   | 1    | 1:20.2 | （國際高球）        |
| 5/6/2011   | 日本     | 東京 | 草1600 | GI   | 安田紀念         | 58   | 石橋脩   | 1    | 18   | 2    | 1:32.0 | 實際影響            |
| 22/10/2011 | 日本     | 東京 | 草1600 | GIII | 富士錦標         | 58   | 石橋脩   | 9    | 17   | 4    | 1:35.4 | 榮進神駒            |
| 12/5/2012  | 日本     | 東京 | 草1400 | GII  | 京王盃春季盃     | 57   | 福永祐一 | 8    | 15   | 4    | 1:20.4 | 瑞士名錶            |
| 3/6/2012   | 日本     | 東京 | 草1600 | GI   | 安田紀念         | 58   | 福永祐一 | 4    | 18   | 1    | 1:31.3 | （大賽波士）        |
| 7/10/2012  | 日本     | 東京 | 草1800 | GII  | 每日王冠         | 58   | 福永祐一 | 12   | 16   | 7    | 1:45.5 | 機伶獵駒            |
| 18/11/2012 | 日本     | 京都 | 草1600 | GI   | 一哩冠軍賽       | 57   | 福永祐一 | 13   | 18   | 8    | 1:33.5 | 瑞士名錶            |

## 退役後
退役後，強勁回報成爲了配種馬，於北海道日高町育馬者Stallion Station休養，在2014年進行配種，首批子嗣於2015年出生。首批子嗣可於2017年出賽。

## 血統簡介
父系吉兆爲美國生產的日本賽駒，生涯戰績彪炳，曾於2002年及2003年連霸秋季天皇賞及有馬紀念。祖父Kris S.爲美國賽駒，生涯僅出戰五場賽事並勝出其中三場，但未有任何分級賽優勝紀錄。
母系Caught Out爲美國賽駒，生涯戰績不俗，曾勝出表列賽爆竹讓賽，亦於當地一級賽跑獲亞軍。外祖父Smart Strike爲加拿大生產的美國賽駒，生涯戰績不俗，曾勝出一項一級賽，退役後亦有不俗的配種成績。

### 血統表
| 父線：雷弼圖系（Hail to Reason系）        |                             |                 |                |
| 種馬 吉兆 1999年（深棗色）                | Kris S. 1977年（深棗色）    | 雷弼圖          | Hail to Reason |
| 種馬 吉兆 1999年（深棗色）                | Kris S. 1977年（深棗色）    | 雷弼圖          | Bramalea       |
| 種馬 吉兆 1999年（深棗色）                | Kris S. 1977年（深棗色）    | Sharp Queen     | Princequillo   |
| 種馬 吉兆 1999年（深棗色）                | Kris S. 1977年（深棗色）    | Sharp Queen     | Bridgework     |
| 種馬 吉兆 1999年（深棗色）                | Tee Kay 1991年（深棗色）    | Gold Meridian   | 西雅圖迴旋     |
| 種馬 吉兆 1999年（深棗色）                | Tee Kay 1991年（深棗色）    | Gold Meridian   | Queen Louie    |
| 種馬 吉兆 1999年（深棗色）                | Tee Kay 1991年（深棗色）    | Tri Argo        | Tri Jet        |
| 種馬 吉兆 1999年（深棗色）                | Tee Kay 1991年（深棗色）    | Tri Argo        | Hail Proudly   |
| 繁殖雌馬 Caught Out 1998年（棗色）        | Smart Strike 1992年（棗色） | 淘金者          | Raise a Native |
| 繁殖雌馬 Caught Out 1998年（棗色）        | Smart Strike 1992年（棗色） | 淘金者          | Gold Digger    |
| 繁殖雌馬 Caught Out 1998年（棗色）        | Smart Strike 1992年（棗色） | Classy 'n Smart | Smarten        |
| 繁殖雌馬 Caught Out 1998年（棗色）        | Smart Strike 1992年（棗色） | Classy 'n Smart | No Class       |
| 繁殖雌馬 Caught Out 1998年（棗色）        | Ahzaar 1991年（栗色）       | 尼真斯基        | 北地舞人       |
| 繁殖雌馬 Caught Out 1998年（棗色）        | Ahzaar 1991年（栗色）       | 尼真斯基        | Flaming Page   |
| 繁殖雌馬 Caught Out 1998年（棗色）        | Ahzaar 1991年（栗色）       | Smart Heiress   | Vaguely Noble  |
| 繁殖雌馬 Caught Out 1998年（棗色）        | Ahzaar 1991年（栗色）       | Smart Heiress   | Smartaire      |
| 雌系：號族：A13                           |                             |                 |                |
| 五代內近親交配：Smartaire 5×4、Nashua 5×5 |                             |                 |                |

## 命名由來
名字Strong Return（ストロングリターン）是網球術語，意思是「強力的回擊」，香港則取其意思，翻譯为「強勁回報」。

## 外部連結
- 強勁回報 netkeiba.com （页面存档备份，存于）
- 血統表 （页面存档备份，存于）